# Opération unaire
Pour les articles homonymes, voir Unaire.

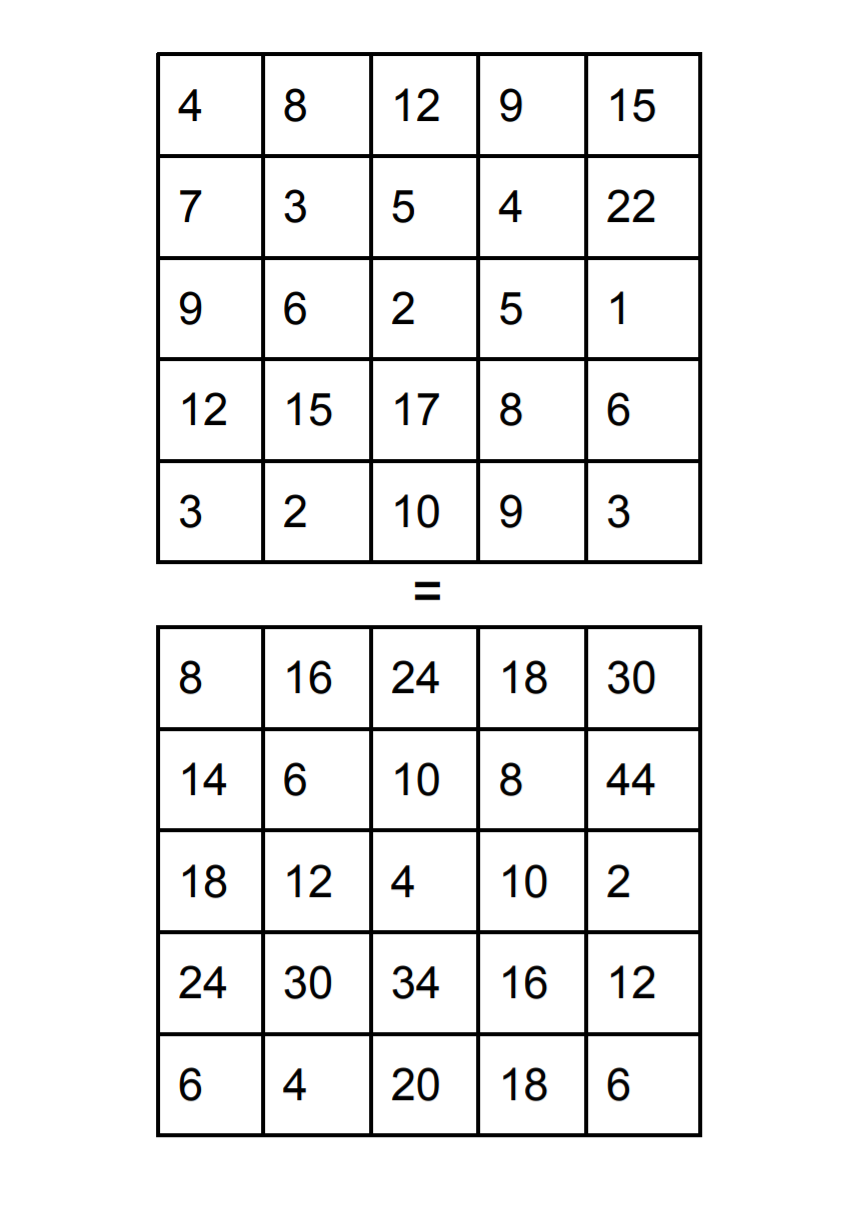
Opération unaire

En mathématiques et en programmation informatique, une opération unaire, aussi appelée une fonction monadique, est une opération à un opérande ou une fonction à un seul argument.

## Exemples en mathématiques
- Valeur absolue ( |x| ) d'un nombre réel.
- Opposé ( -x ) d'un nombre réel.
- Carré ( x² ) d'un nombre réel.
- Inverse ( g-1 ) d'un élément d'un groupe.
- Exponentielle,  {\displaystyle \exp(x)=\mathrm {e} ^{x}}.

## Exemples en programmation

### Famille des langages C
Dans la famille des langages C, les opérations suivantes sont unaires :
- Incrément : ++x, x++
- Décrément : −−x, x−−
- Adresse ou référence : &x
- Indirection ou déréférencement : *x
- Ne rien faire : +x
- Opposé : −x
- Complément à un : ~x
- Négation : !x
- Sizeof : sizeof x, sizeof(type)
- Conversion de type : (type) cible